# اس‌تی لوکاس
اس‌تی لوکاس (به انگلیسی: ST Leukos) یک زیردریایی بود که طول آن ۱۶۶ فوت (۵۱ متر) بود.